# Montecchio Precalcino
Montecchio Precalcino is een gemeente in de Italiaanse provincie Vicenza (regio Veneto) en telt 5046 inwoners (31-12-2017). De oppervlakte bedraagt 14,3 km², de bevolkingsdichtheid is 351,9 inwoners per km².
De volgende frazioni maken deel uit van de gemeente: Levà, Preara.

## Demografie
Montecchio Precalcino telt ongeveer 1746 huishoudens. Het aantal inwoners steeg in de periode 1991-2001 met 9,1% volgens cijfers uit de tienjaarlijkse volkstellingen van ISTAT.
| Jaar | Inwoneraantal |
| ---- | ------------- |
| 1991 | 4239          |
| 2001 | 4623          |
| 2017 | 5046          |

## Geografie
Montecchio Precalcino grenst aan de volgende gemeenten: Breganze, Dueville, Sandrigo, Sarcedo, Villaverla.